# Associazione Calcio Hellas Verona 1977-1978
Questa voce raccoglie le informazioni riguardanti l'Associazione Calcio Hellas Verona nelle competizioni ufficiali della stagione 1977-1978.

## Stagione
L'Hellas Verona di Ferruccio Valcareggi parte bene in campionato, con due pareggi ed una prestigiosa vittoria a Firenze (1-2). Il girone di andata viene chiuso con 15 punti, mentre il ritorno presenta più difficoltà, restando comunque sempre sopra la zona pericolosa della classifica, gli scaligeri terminano il campionato al decimo posto con 26 punti.
Il 15 aprile 1978, durante la trasferta per giocare contro la Roma, la squadra viene coinvolta in un gravissimo incidente ferroviario sul treno Freccia della Laguna che causa oltre 40 morti. I giocatori, seduti nel primo vagone, si salvano per puro caso poiché il deragliamento del convoglio avviene mentre stanno pranzando nella carrozza ristorante.
Nella Coppa Italia l'Hellas Verona è stata inserita nel primo gruppo di qualificazione, che viene disputato prima del campionato ed è stato vinto dalla Juventus, che accede al girone finale.

## Rosa
| N. |                   | Ruolo | Calciatore            |
| -- | ----------------- | ----- | --------------------- |
|    | Italia (bandiera) | P     | Franco Superchi       |
|    | Italia (bandiera) | P     | Flavio Pozzani        |
|    | Italia (bandiera) | D     | Bruno Antoniazzi      |
|    | Italia (bandiera) | D     | Klaus Bachlechner     |
|    | Italia (bandiera) | D     | Antonio Logozzo       |
|    | Italia (bandiera) | D     | Piergiorgio Negrisolo |
|    | Italia (bandiera) | D     | Stefano Rigo          |
|    | Italia (bandiera) | D     | Arcadio Spinozzi      |
|    | Italia (bandiera) | C     | Pierluigi Busatta     |
|    | Italia (bandiera) | C     | Salvatore Esposito    |
|    | Italia (bandiera) | C     | Ennio Fiaschi         |

| N. |                   | Ruolo | Calciatore           |
| -- | ----------------- | ----- | -------------------- |
|    | Italia (bandiera) | C     | Walter Franzot       |
|    | Italia (bandiera) | C     | Paolo Girardi        |
|    | Italia (bandiera) | C     | Paolo Janes          |
|    | Italia (bandiera) | C     | Sergio Maddè         |
|    | Italia (bandiera) | C     | Stefano Trevisanello |
|    | Italia (bandiera) | A     | Sergio Gori          |
|    | Italia (bandiera) | A     | Livio Luppi          |
|    | Italia (bandiera) | A     | Emiliano Mascetti    |
|    | Italia (bandiera) | A     | Tiziano Quarella     |
|    | Italia (bandiera) | A     | Giovanni Sbaiz       |
|    | Italia (bandiera) | A     | Gianfranco Zigoni    |

## Risultati

### Serie A

#### Girone di andata
| Verona 11 settembre 1977 1ª giornata | Verona           | 0 – 0 referto | Lanerossi Vicenza | Stadio Marcantonio Bentegodi\| Arbitro: \| Casarin (Milano) \| |
| Arbitro:                             | Casarin (Milano) |               |                   |                                                                |

| Arbitro: | Pieri (Genova) |

|                  |           |           |
| Garlaschelli 86’ | Marcatori | 84’ Luppi |

| Arbitro: | Lops (Torino) |

|                    |           |                          |
| Casarsa 56’ (rig.) | Marcatori | 34’ Mascetti 65’ Busatta |

| Arbitro: | Schena (Foggia) |

|           |           |                        |
| Luppi 84’ | Marcatori | 55’ Manueli 80’ Tavola |

| Arbitro: | Serafino (Roma) |

|                         |           |                          |
| Mendoza 13’ Damiani 29’ | Marcatori | 15’ (rig.), 56’ Mascetti |

| Arbitro: | Ciulli (Roma) |

|                    |           |            |
| Bellugi 20’ (aut.) | Marcatori | 80’ Chiodi |

| Arbitro: | Longhi (Roma) |

|                                  |           |                               |
| Bertarelli 63’ Nobili 68’ (rig.) | Marcatori | 70’ Luppi 75’ (rig.) Mascetti |

| Verona 20 novembre 1977 8ª giornata | Verona            | 0 – 0 referto | Juventus | Stadio Marcantonio Bentegodi\| Arbitro: \| Bergamo (Livorno) \| |
| Arbitro:                            | Bergamo (Livorno) |               |          |                                                                 |

| Arbitro: | Panzino (Catanzaro) |

|                                      |           |  |
| Savoldi 11’ Juliano 61’ Mocellin 63’ | Marcatori |  |

| Verona 11 dicembre 1977 10ª giornata | Verona        | 0 – 0 referto | Inter | Stadio Marcantonio Bentegodi\| Arbitro: \| Longhi (Roma) \| |
| Arbitro:                             | Longhi (Roma) |               |       |                                                             |

| Arbitro: | Lops (Torino) |

|  |           |               |
|  | Marcatori | 76’ Negrisolo |

| Verona 31 dicembre 1977 12ª giornata | Verona           | 0 – 0 referto | Roma | Stadio Marcantonio Bentegodi\| Arbitro: \| Gonella (Torino) \| |
| Arbitro:                             | Gonella (Torino) |               |      |                                                                |

| Arbitro: | Reggiani (Bologna) |

|            |           |              |
| Turone 87’ | Marcatori | 56’ Mascetti |

| Arbitro: | Pieri (Genova) |

|                                            |           |                 |
| Zigoni 8’ Trevisanello 32’ Sali 78’ (aut.) | Marcatori | 83’ Bergamaschi |

| Arbitro: | D'Elia (Salerno) |

|                 |           |                     |
| Pulici 28’, 40’ | Marcatori | 82’ (rig.) Mascetti |

#### Girone di ritorno
| Arbitro: | Casarin (Milano) |

|               |           |  |
| Prestanti 78’ | Marcatori |  |

| Arbitro: | Bergamo (Livorno) |

|                        |           |                                   |
| Negrisolo 24’ Gori 46’ | Marcatori | 57’ Giordano 87’ (aut.) Negrisolo |

| Verona 12 febbraio 1978 18ª giornata | Verona          | 0 – 0 referto | Fiorentina | Stadio Marcantonio Bentegodi\| Arbitro: \| Serafino (Roma) \| |
| Arbitro:                             | Serafino (Roma) |               |            |                                                               |

| Arbitro: | Menegali (Roma) |

|             |           |  |
| Pircher 65’ | Marcatori |  |

| Arbitro: | Lanese (Messina) |

|                   |           |  |
| Mascetti 42’, 44’ | Marcatori |  |

| Arbitro: | Mattei (Macerata) |

|  |           |                         |
|  | Marcatori | 12’, 74’ Gori 88’ Maddè |

| Arbitro: | Bergamo (Livorno) |

|                  |           |  |
| Trevisanello 51’ | Marcatori |  |

| Arbitro: | Pieri (Genova) |

|            |           |  |
| Bettega 7’ | Marcatori |  |

| Arbitro: | Lops (Torino) |

|  |           |         |
|  | Marcatori | 38’ Pin |

| Milano 2 aprile 1978 25ª giornata | Inter         | 0 – 0 referto | Verona | Stadio San Siro\| Arbitro: \| Ciulli (Roma) \| |
| Arbitro:                          | Ciulli (Roma) |               |        |                                                |

| Verona 9 aprile 1978 26ª giornata | Verona           | 0 – 0 referto | Perugia | Stadio Marcantonio Bentegodi\| Arbitro: \| Benedetti (Roma) \| |
| Arbitro:                          | Benedetti (Roma) |               |         |                                                                |

| Arbitro: | Lapi (Firenze) |

|                                   |           |              |
| Esposito 45’ (aut.) Santarini 87’ | Marcatori | 53’ Mascetti |

| Arbitro: | Panzino (Catanzaro) |

|                |           |                              |
| Bet 35’ (aut.) | Marcatori | 48’ Bigon 54’ (rig.) Buriani |

| Arbitro: | Bergamo (Livorno) |

|                                                  |           |  |
| Bordon 54’, 73’ (rig.) Bergamaschi 85’ Iorio 90’ | Marcatori |  |

| Verona 7 maggio 1978 30ª giornata | Verona        | 0 – 0 referto | Torino | Stadio Marcantonio Bentegodi\| Arbitro: \| Ciulli (Roma) \| |
| Arbitro:                          | Ciulli (Roma) |               |        |                                                             |

### Coppa Italia

#### Primo turno
| Arbitro: | Redini (Pisa) |

|              |           |  |
| Mascetti 25’ | Marcatori |  |

| Cesena 24 agosto 1977 2ª giornata                                | Cesena    | 2 – 0 | Verona | Stadio La Fiorita |
| \| \| \| \| \| Bonci 17’ (rig.) Valentini 73’ \| Marcatori \| \| |           |       |        |                   |
|                                                                  |           |       |        |                   |
| Bonci 17’ (rig.) Valentini 73’                                   | Marcatori |       |        |                   |

| Torino 31 agosto 1977 4ª giornata                                                                     | Juventus  | 4 – 2            | Verona | Stadio comunale |
| \| \| \| \| \| Tardelli 20’ Boninsegna 23’ Furino 38’ Benetti 45’ \| Marcatori \| 55’, 90’ Fiaschi \| |           |                  |        |                 |
| |           |                  |        |                 |
| Tardelli 20’ Boninsegna 23’ Furino 38’ Benetti 45’                                                    | Marcatori | 55’, 90’ Fiaschi |        |                 |

| Verona 4 settembre 1977 5ª giornata                                                                              | Verona    | 3 – 5                                               | Sambenedettese | Stadio Marcantonio Bentegodi |
| \| \| \| \| \| Fiaschi 41’, 80’ Luppi 43’ \| Marcatori \| 8’ Odorizzi 12’, 50’, 72’ (rig.) Chimenti 75’ Giani \| |           |                                                     |                |                              |
| |           |                                                     |                |                              |
| Fiaschi 41’, 80’ Luppi 43’                                                                                       | Marcatori | 8’ Odorizzi 12’, 50’, 72’ (rig.) Chimenti 75’ Giani |                |                              |

## Statistiche

### Statistiche di squadra
| Competizione | Punti | In casa | In casa | In casa | In casa | In casa | In casa | In trasferta | In trasferta | In trasferta | In trasferta | In trasferta | In trasferta | Totale | Totale | Totale | Totale | Totale | Totale | DR  |
| Competizione | Punti | G       | V       | N       | P       | Gf      | Gs      | G            | V            | N            | P            | Gf           | Gs           | G      | V      | N      | P      | Gf     | Gs     | DR  |
| ------------ | ----- | ------- | ------- | ------- | ------- | ------- | ------- | ------------ | ------------ | ------------ | ------------ | ------------ | ------------ | ------ | ------ | ------ | ------ | ------ | ------ | --- |
| Serie A      | 26    | 15      | 3       | 9       | 3       | 11      | 9       | 15           | 3            | 5            | 7            | 14           | 21           | 30     | 6      | 14     | 10     | 25     | 30     | -5  |
| Coppa Italia |       | 2       | 1       | 0       | 1       | 4       | 5       | 2            | 0            | 0            | 2            | 2            | 6            | 4      | 1      | 0      | 3      | 6      | 11     | -5  |
| Totale       |       | 17      | 4       | 9       | 4       | 15      | 14      | 17           | 3            | 5            | 9            | 16           | 27           | 34     | 7      | 14     | 13     | 31     | 41     | -10 |

### Statistiche dei giocatori
Fonte:
| Giocatore        | Serie A  | Serie A | Coppa Italia | Coppa Italia | Totale   | Totale |
| Giocatore        | Presenze | Reti    | Presenze     | Reti         | Presenze | Reti   |
| ---------------- | -------- | ------- | ------------ | ------------ | -------- | ------ |
| B. Antoniazzi    | 1        | 0       | 2            | 0            | 3        | 0      |
| K. Bachlechner   | 28       | 0       | 2            | 0            | 30       | 0      |
| P. Busatta       | 29       | 1       | 1            | 0            | 30       | 1      |
| S. Esposito      | 16       | 0       | -            | -            | 16       | 0      |
| E. Fiaschi       | 16       | 0       | 4            | 4            | 20       | 4      |
| W. Franzot       | 15       | 0       | 4            | 0            | 19       | 0      |
| S. Gori          | 18       | 3       | 3            | 0            | 21       | 3      |
| P. Janes         | -        | -       | 2            | 0            | 2        | 0      |
| A. Logozzo       | 29       | 0       | 3            | 0            | 32       | 0      |
| L. Luppi         | 23       | 3       | 2            | 1            | 25       | 4      |
| S. Maddè         | 25       | 1       | 1            | 0            | 26       | 1      |
| E. Mascetti      | 28       | 9       | 4            | 1            | 32       | 10     |
| P. Negrisolo     | 28       | 2       | 4            | 0            | 32       | 2      |
| T. Quarella      | -        | -       | 1            | 0            | 1        | 0      |
| S. Rigo          | -        | -       | 1            | 0            | 1        | 0      |
| G. Sbaiz         | -        | -       | 1            | 0            | 1        | 0      |
| A. Spinozzi      | 17       | 0       | 2            | 0            | 19       | 0      |
| F. Superchi      | 30       | -30     | 4            | -11          | 34       | -41    |
| S. Trevisanello{ | 24       | 2       | 4            | 0            | 28       | 2      |
| G. Zigoni        | 26       | 1       | -            | -            | 26       | 1      |